# Paratricommatus modestus
Paratricommatus modestus is een hooiwagen uit de familie Gonyleptidae.